# Robert Plank (Sozialarbeiter)
Robert Plank (geboren als Robert Pollak 1907 in Wien, Österreich-Ungarn; gestorben 15. Juli 1983) war ein austroamerikanischer Jurist, Sozialarbeiter und Literaturwissenschaftler. 

## Leben
Robert Plank organisierte sich als Schüler in der Vereinigung Sozialistischer Mittelschüler und war 1924/25 gewählter Obmann. Er studierte Rechtswissenschaften an der Universität Wien, wurde promoviert und arbeitete als Rechtsanwalt. Er heiratete 1932 die Montessori-Pädagogin Emma Spira (1905–1990). Er schrieb eine Abhandlung über die Sozialphilosophie des Josef Popper-Lynkeus. Nach dem Anschluss Österreichs 1938 flohen sie nach England und von dort im selben Jahr in die USA. Er studierte Sozialpädagogik ("Psychiatric social work") an der University of California at Berkeley und arbeitete anschließend als Sozialarbeiter in San Francisco und dann in Cleveland, wo er außerdem als Dozent an der Case Western Reserve University unterrichtete. Plank schrieb Aufsätze für den International Record of Medicine, das American Imago und das American Journal of Orthopsychiatry.
Nach seiner Arbeit über Popper-Lynkeus beschäftigte sich Plank auch weiterhin mit der Science-Fiction-Literatur und schrieb darüber unter anderem im Partisan Review. In seinem Buch The Emotional Significance of Imaginary Beings behandelte er 1968 die damaligen Vaterfiguren der SF-Literatur, das Buch erschien allerdings in einem medizinischen Fachverlag und wurde daher nicht weiter wahrgenommen. Eine Fortsetzung über die Denker und Autoren der SF der (seiner) Gegenwart, blieb unfertig.

## Schriften (Auswahl)
- Josef Popper-Lynkeus, der Gesellschaftsingenieur. Wien : Saturn, 1938
- Lighter than Air, but Heavy as Hate: An Essay in Space Travel. Partisan Review, Winter 1957
- The Emotional Significance of Imaginary Beings: A Study of the Interaction Between Psychotherapy, Literature, and Reality in the Modern World. Springfield, Illinois : Charles C. Thomas, 1968
- mit Frederick Philip Hellin: Der Plan des Josef Popper-Lynkeus. Vorwort Richard Coudenhove-Kalergi. Bern : Lang, 1978 ISBN 978-3-261-03097-9
- George Orwell's guide through hell : a psychological study of nineteen eighty four. San Bernardino, Calif. : Borgo Press, 1986
  - George Orwells "1984" : eine psychologische Studie. Übersetzung Leopold Spira. Frankfurt am Main : Suhrkamp, 1983 ISBN 978-3-518-37469-6